# Cybaeus bulbosus
Cybaeus bulbosus är en spindelart som beskrevs av Harriet Exline 1935. Cybaeus bulbosus ingår i släktet Cybaeus och familjen vattenspindlar. Inga underarter finns listade i Catalogue of Life.